# 690
690（六百九十、ろっぴゃくきゅうじゅう）は自然数、また整数において、689の次で691の前の数である。

## 性質
- 690は合成数であり、約数は1, 2, 3, 5, 6, 10, 15, 23, 30, 46, 69, 115, 138, 230, 345, 690である。
  - 約数の和は1728。
  - 167番目の過剰数である。1つ前は684、次は696。
  - 約数の和が立方数になる9番目の数である。1つ前は381、次は714。
- 6902 + 1 = 476101 であり、n 2 + 1 が素数になる86番目の数である。1つ前は686、次は696。(オンライン整数列大辞典の数列 A005574)
- 690 = 2 × 3 × 5 × 23
  - 6 + 9 + 0 = 2 + 3 + 5 + 2 + 3 より35番目のスミス数である。1つ前は666、次は706。
  - 8番目の四素合成数である。1つ前は570、次は714。(オンライン整数列大辞典の数列 A046386)
  - 四素合成数がハーシャッド数になる4番目の数である。1つ前は510、次は770。
- 163番目のハーシャッド数である。1つ前は684、次は700。
  - 15を基とする7番目のハーシャッド数である。1つ前は645、次は735。
- 1～29までの約数の和である。1つ前は660、次は762。
- 690 = 12 + 82 + 252 = 12 + 172 + 202 = 42 + 72 + 252 = 112 + 132 + 202
  - 3つの平方数の和4通りで表せる77番目の数である。1つ前は684、次は702。(オンライン整数列大辞典の数列 A025324)
  - 異なる3つの平方数の和4通りで表せる60番目の数である。1つ前は681、次は699。(オンライン整数列大辞典の数列 A025342)
- 4つの平方数の和37通りで表せる最小の数である。次は834。
  - 4つの平方数の和 n 通りで表せる最小の数である。1つ前の36通りは714、次の38通りは762。(オンライン整数列大辞典の数列 A025416)
- 690 = 54 + 34 − 24
  - n = 4 のときの 5n + 3n − 2n の値とみたとき1つ前は144、次は3336。(オンライン整数列大辞典の数列 A135160)
- n = 690 のとき n と n − 1 を並べた数を作ると素数になる。n と n − 1 を並べた数が素数になる73番目の数である。1つ前は684、次は702。(オンライン整数列大辞典の数列 A054211)
- 約数の和が690になる数は1個ある。(458) 約数の和1個で表せる127番目の数である。1つ前は686、次は692。
- 各位の和が15になる49番目の数である。1つ前は681、次は708。

## その他 690 に関連すること
- ポラロイド社の折り畳み型一眼レフインスタントカメラ → ポラロイド・690
- ISO 690
- KTM・690デューク
- KTM・690エンデューロ
- フィラデルフィア (USS Philadeiphia, SSN-690) は、アメリカ海軍のロサンゼルス級原子力潜水艦。
- 690トン型掃海艦